# Куликов Дмитро Олексійович
Дмитро́ Олексі́йович Кулико́в (1979-2015) — старшина Збройних сил України, учасник російсько-української війни.

## Короткий життєпис
Мобілізований у березні 2015-го, стрілець, 20-й окремий мотопіхотний батальйон — 93-тя окрема механізована бригада.
13 червня 2015-го в боях під Мар'їнкою зазнав поранення, несумісного з життям.
Без Дмитра залишилися мама Ганна Дмитрівна і сестра Світлана. Похований у Нікополі 19 червня 2015-го.

## Нагороди
За особисту мужність і героїзм, виявлені у захисті державного суверенітету та територіальної цілісності України, вірність військовій присязі під час російсько-української війни, відзначений — нагороджений
- 27 червня 2015 року — орденом «За мужність» III ступеня.
- відзнака Президента України «За участь в антитерористичній операції» (посмертно)[1]